# Federazione pallavolistica della Slovenia
La Federazione slovena di pallavolo (slo. Odbojkarska zveza Slovenije, OZS) è un'organizzazione fondata nel 1991 per governare la pratica della pallavolo in Slovenia.
Organizza il campionato maschile e femminile, e pone sotto la propria egida la nazionale maschile e femminile.
Ha aderito alla FIVB nel 1991.